# Hermann Prey
Hermann Oskar Karl Bruno Prey (Berlino, 11 luglio 1929 – Krailling, 22 luglio 1998) è stato un baritono tedesco, interprete di lieder e di opere.

## Biografia
Già nel coro di voci bianche della scuola si mette in evidenza per la sua voce e canta spesso le parti di soprano solista. Nasce allora la sua passione per il canto.
Dopo il liceo al "Graues Kloster", studia alla Hochschule für Musik di Berlino con Günter Baum e Jaro Prohaska, e privatamente con Harry Gottschalk.
Nel 1952 vince il Concorso "Meistersinger" a Norimberga, una sorta di torneo in cui lui canta - in tedesco - l'aria da Un ballo in maschera "Eri tu". Il premio è una tournée negli USA. Quello stesso anno canta il suo primo Liederabend e debutta a Wiesbaden come Secondo Prigioniero in Fidelio. 
Nel 1954 sposa Barbara Pniok e dal matrimonio nasceranno tre figli: Annette, Florian e Franziska.
Sotto contratto prima al teatro di Amburgo, poi a Wiesbaden, fa preziosa esperienza con piccoli e grandi ruoli prima di cominciare la grande carriera internazionale.
Al Wiener Staatsoper debutta nel 1957 come Figaro ne Il barbiere di Siviglia (Rossini).
Per il Teatro La Fenice di Venezia nel 1959 tiene un concerto da camera per il XXII Festival Internazionale di Musica Contemporanea nella Sala delle colonne Ca' Giustinian.
Al Festival di Salisburgo nel 1959 è Barbier in Die schweigsame Frau diretto da Karl Böhm con Fritz Wunderlich, nel 1960 Guglielmo in Così fan tutte con Elisabeth Schwarzkopf e Christa Ludwig diretto da Böhm e canta nella Sinfonia n. 8 (Mahler), dal 1961 al 1968 tiene un recital, nel 1965 è Adam ne La Creazione con Gundula Janowitz con i Wiener Philharmoniker diretto da Herbert von Karajan, nel 1967 Papageno in Die Zauberflöte diretto da Wolfgang Sawallisch, nel 1968 Figaro ne Il barbiere di Siviglia con Luigi Alva e Fernando Corena diretto da Claudio Abbado, dal 1970 al 1978 tiene un recital, nel 1971 Il Conte di Almaviva ne Le nozze di Figaro con Reri Grist e Teresa Stratas diretto da Böhm e tiene dei recital anche negli anni 1981, 1982, 1984, 1985, 1987, 1988, 1991, 1993, 1995, 1996 e 1997.
Nel dicembre 1960 debutta al Metropolitan di New York come Wolfram in Tannhäuser con Leonie Rysanek diretto da Georg Solti, ruolo che lo consacrerà nel 1965 nel tempio wagneriano di Bayreuth. Fra le recite più memorabili, Die Zauberflöte al "Met" con Pilar Lorengar e Lucia Popp con le scene ed i costumi di Marc Chagall nel ruolo di Papageno (1967). Questi due ruoli sono forse i più amati, quelli in cui più l'interprete si identifica, in un repertorio vastissimo: nell'opera italiana, accanto a Papà Germont, il Marchese di Posa, Dottor Malatesta, Marcello, Sharpless ecc., spicca il personaggio di Figaro: Prey nel 1969 è stato il primo Figaro non italiano al Teatro alla Scala di Milano nella prima rappresentazione di Il barbiere di Siviglia (Rossini) - con Alva, Corena e Teresa Berganza diretto da Claudio Abbado - e nel 1971 al Lyric Opera di Chicago - con Ottavio Garaventa e Marilyn Horne per la regia di Tito Gobbi. Anche il Figaro di Mozart è stato fra i suoi ruoli più famosi, nelle Nozze ha interpretato anche il Conte d'Almaviva, è stato un celebre Guglielmo in Così fan tutte, e Don Giovanni. È stato anche appassionato interprete di un particolare repertorio di opera romantica tedesca, il "Kavalierbariton" protagonista di opere di Albert Lortzing (Zar und Zimmermann, Der Wildschütz, Undine), Heinrich Marschner (Hans Heiling), Victor von Nessler (Der Trompeter von Säckingen), Engelbert Humperdinck (Hänsel und Gretel, Königskinder). Come altri grandi cantanti tedeschi, ha interpretato anche operette (Die lustige Witwe, Der Zigeunerbaron, Boccaccio e molte altre), evidenziando il suo talento di attore e facendo per esempio di Eisenstein, protagonista di Die Fledermaus di Johann Strauss, un altro dei suoi grandi ruoli.
Al San Francisco Opera nel 1963 è Olivier in Capriccio (Strauss) con Elisabeth Schwarzkopf diretto da Georges Prêtre, Guglielmo in Così fan tutte con la Grist e Figaro ne Il barbiere di Siviglia e nel 1982 ne Le nozze di Figaro con la Popp.
Ancora al Wiener Staatsoper nel 1963 è Wolfram von Eschenbach in Tannhäuser und der Sängerkrieg auf Wartburg diretto da von Karajan con Wolfgang Windgassen e la Janowitz, Hofkapellmeister Robert Storch in Intermezzo di Richard Strauss e Conte Almaviva ne Le nozze di Figaro con Giulietta Simionato, nel 1964 Olivier in Capriccio (Strauss) con la Schwarzkopf e la Popp diretto da Prêtre, nel 1979 Guglielmo in Così fan tutte, nel 1980 Figaro ne Le nozze di Figaro, nel 1983 Sixtus Beckmesser in Die Meistersinger von Nürnberg, nel 1986 Don Giovanni (opera) con Edita Gruberová, nel 1988 Sprecher in Die Zauberflöte con Luciana Serra e nel 1993 Gabriel von Eisenstein in Die Fledermaus con Karita Mattila, Walter Berry e Natalie Dessay. Complessivamente egli ha cantato in 79 recite viennesi fino al 1994.
Nel Bayerisches Staatstheater im Marstall di Monaco nel 1963 è Don Fernando/Gefangener nella ripresa di "Fidelio" di Ludwig van Beethoven diretto da von Karajan con la Ludwig e Berry e nel 1965 è Germont nella ripresa di La traviata con la Stratas.
Ancora al Metropolitan Opera House nel 1964 è Count Almaviva ne Le nozze di Figaro con Cesare Siepi, Lisa Della Casa e la Stratas, nel 1973 Figaro ne Il barbiere di Siviglia con la Horne, Corena e Jean Kraft diretto da James Levine, nel 1987 Music Master in Ariadne auf Naxos con Jessye Norman, Kathleen Battle, Tatiana Troyanos e Dawn Upshaw diretto da Levine, nel 1989 Eisenstein in Die Fledermaus con Carol Vaness e Neil Shicoff e nel 1993 Beckmesser in Die Meistersinger von Nürnberg con la Mattila diretto da Levine. Fino al 1995 Prey ha cantato in 65 rappresentazioni al Met.
Al Bayreuther Festspiele nel 1965 è Wolfram von Eschenbach in Tannhäuser con Windgassen, la Rysanek ed Anja Silja e nel 1981 Sixtus Beckmesser, Stadtschreiber in Die Meistersinger von Nürnberg con Siegfried Jerusalem.
A Edimburgo nel 1965 è Robert Storch in Intermezzo di Richard Strauss nella produzione della Bavarian State Opera.
Al Royal Opera House di Londra nel 1973 debutta come Figaro ne Il barbiere di Siviglia con Renato Capecchi, nel 1977 è Figaro ne Le nozze di Figaro diretto da Böhm e Gabriel von Eisenstein in Die Fledermaus con Kiri Te Kanawa diretto da Zubin Mehta, nel 1979 Guglielmo in Così fan tutte diretto da Böhm e nel 1990 Sixtus Beckmesser in Die Meistersinger von Nürnberg.
Ancora alla Scala nel 1974 è il Conte di Almaviva nella prima di Le nozze di Figaro con Mirella Freni, José van Dam e la Berganza diretto da Claudio Abbado, nel 1976 è Guglielmo nella prima di Così fan tutte con Margaret Price, Agnes Baltsa, la Grist e Rolando Panerai diretto da Böhm, nel 1978 tiene un concerto con musiche di Franz Schubert, nel 1985 un concerto con musiche di Carl Loewe, nel 1986 un recital e sei concerti con musiche di Schubert ed è Papageno nella prima di Die Zauberflöte con la Serra, nel 1988 tiene un recital, nel 1990 è Sixtus Beckmesser in Die Meistersinger von Nürnberg diretto da Sawallisch, tiene un concerto con musiche di Schumann e sei concerti e nel 1996 esegue Die schöne Müllerin.
Al Grand Théâtre di Ginevra nel 1976 esegue Die Winterreise, nel 1977 canta musiche di Robert Schumann, nel 1979 è Papageno ne Il flauto magico e canta i Lieder di Schubert, nel 1984 i Lieder di Schumann e nel 1997 i Lieder di Brahms.
Nei primi anni '80 il suo repertorio wagneriano si arricchisce di Beckmesser in Die Meistersinger von Nürnberg e Friedrich in Das Liebesverbot. Di Richard Strauss ha interpretato fra l'altro Mandryka in Arabella, il Barbiere in una famosa edizione di Die schweigsame Frau accanto a Hans Hotter e al fraterno amico Wunderlich - il suo ultimo ruolo in teatro, il Maestro di Musica in Ariadne auf Naxos.
Nel 1980 canta l'aria Non più andrai dall'opera Le nozze di Figaro nella colonna sonora del film 2 sotto il divano.
È stato valido interprete del grande repertorio sacro, sopra tutto di Bach: Messa in Si minore, Cantate e Oratori (in cui interpretava il ruolo di Gesù). 
Ma forse la maggior parte della sua carriera fu dedicata con grande passione ai Lieder, che ne evidenziavano la sensibilità e la versatilità. Ha cantato innumerevoli concerti, con un repertorio immenso, testimoniato in parte dalla monumentale incisione "The Prey Lied Edition", realizzata per la Philips nei primi anni '70: in 27 LP prima e poi 20 CD, raggruppati in 4 cofanetti, Hermann Prey canta circa 450 Lieder, dai trovatori medievali ai contemporanei, naturalmente Mozart, Beethoven, Schumann, Brahms, Loewe, Wolf, molti altri e il prediletto Schubert. Hermann Prey fonda diversi festival, le "Schubertiadi" di Vienna, di Hohenems/Vorarlberg e altri festival simili negli USA e in Giappone. Nel 1981 fonda il festival "Herbstliche Musiktage Bad Urach", dedicato non ad un autore ma principalmente alla voce umana - ne sarà direttore artistico fino alla sua morte. Quello stesso anno pubblica l'autobiografia Premierenfieber, "Febbre della prima" (1981), ancora inedita in Italia.
Accanto alla carriera "seria", va ricordato l'amore mai spento per la musica popolare e leggera e una grande popolarità che gli venne da trasmissioni televisive e film.
Ancora per il Teatro La Fenice nel 1985 tiene un concerto con musiche di Schumann e la Sinfonia n. 8 (Mahler) con Cheryl Studer nella Basilica dei Santi Giovanni e Paolo (Venezia) e nel 1989 un concerto con musiche di Schubert.
Al San Diego Opera nel 1987 è Figaro ne Il barbiere di Siviglia e nel 1992 e nel 1997 tiene un recital.
Nel 1988 firma la regia de Le nozze di Figaro al Festival di Salisburgo. 
Ha insegnato alla Hochschule für Musik di Amburgo e tenuto masterclass in tutto il mondo - non molte perché sempre impegnato sopra tutto con concerti.
È morto improvvisamente nel luglio 1998 per un collasso cardiaco, pochi giorni dopo un concerto schubertiano al Prinzregententheater di Monaco.
Moltissime incisioni, audio e video, restano a testimonianza dell'arte di Hermann Prey: moltissimi Lieder, oltre quelli già citati, molte riprese dal vivo di opere e concerti: molte delle recite nominate sono registrate in CD. La prima incisione, Ariadne auf Naxos (Harlekin) nel 1954, direttore Herbert von Karajan, l'ultima, una versione orchestrale della Winterreise (1997). Fra le "rarità", Orpheus di Carl Orff e l'oratorio Lazarus di Schubert (Orpheus, registrato dal vivo nella Amanduskirche di Bad Urach nel 1987) che ha ottenuto il "Grand Prix du Disque", così come l'operetta di Suppè Boccaccio (EMI, 1974, direttore Willi Boskosky). Sono usciti recentemente due album antologici per la DGG: "Von ganzem Herzen" (2007), con brani d'opera, alcuni dei quali inediti, e Lieder, e "Die Lieder meines Vaters" (2008), curato dal figlio Florian, anche lui baritono, sorta di "riassunto" in una cinquantina di Lieder della "Prey Lied Edition".

## Repertorio
| Ruolo                                   | Titolo                                 | Autore           |
| --------------------------------------- | -------------------------------------- | ---------------- |
| Fernando                                | Fidelio                                | Beethoven        |
| Escamillo                               | Carmen                                 | Bizet            |
| Zurga                                   | I pescatori di perle                   | Bizet            |
| Eugene Onegin                           | Eugene Onegin                          | Čajkovskij       |
| Il principe Eleckij                     | Pikovaja Dama                          | Čajkovskij       |
| Kalif                                   | Der Barbier von Bagdad                 | Cornelius        |
| Corpo                                   | Rappresentatione di Anima, et di Corpo | de' Cavalieri    |
| Malatesta                               | Don Pasquale                           | Donizetti        |
| Plumkett                                | Martha                                 | Flotow           |
| Orfeo                                   | Orfeo ed Euridice                      | Gluck            |
| Oreste                                  | Iphigénie en Tauride                   | Gluck            |
| Peter                                   | Hänsel und Gretel                      | Humperdinck      |
| Fritz                                   | Die tote Stadt                         | Korngold         |
| Danilo Danilovitch                      | Die Lustige Witwe                      | Lehár            |
| Silvio                                  | Pagliacci                              | Leoncavallo      |
| Peter I                                 | Zar und Zimmermann                     | Lortzing         |
| Conte Eberbach                          | Der Wildschütz                         | Lortzing         |
| Kühleborn                               | Undine                                 | Lortzing         |
| Conte di Liebenau                       | Der Waffenschmied                      | Lortzing         |
| Hans Heiling                            | Hans Heiling                           | Marschner        |
| Oberst Ollendorf                        | Der Bettelstudent                      | Millöcker        |
| Der Fremde                              | Gasparone                              | Millöcker        |
| Nardo                                   | Die Gätnerin aus Liebe                 | Mozart           |
| Conte Almaviva Figaro                   | Le nozze di Figaro                     | Mozart           |
| Don Giovanni                            | Don Giovanni                           | Mozart           |
| Guglielmo                               | Così fan tutte                         | Mozart           |
| Papageno Sprecher                       | Die Zauberflöte                        | Mozart           |
| Conte Luna                              | Palestrina                             | Pfitzner         |
| Marcello Schaunard                      | La bohème                              | Puccini          |
| Sharpless                               | Madama Butterfly                       | Puccini          |
| Æneas                                   | Dido and Æneas                         | Purcell          |
| Figaro                                  | Il barbiere di Siviglia                | Rossini          |
| Eisenstein                              | Die Fledermaus                         | Strauss, Johann  |
| Conte Peter Homonay                     | Der Zigeunerbaron                      | Strauss, Johann  |
| Harlekin Il maestro di musica           | Ariadne auf Naxos                      | Strauss, Richard |
| Robert Storch                           | Intermezzo                             | Strauss, Richard |
| Der Barbier                             | Die schweigsame Frau                   | Strauss, Richard |
| Olivier                                 | Capriccio                              | Strauss, Richard |
| Boccaccio                               | Boccaccio                              | Suppé            |
| Giorgio Germont                         | La traviata                            | Verdi            |
| Don Carlo di Vargas                     | La forza del destino                   | Verdi            |
| Rodrigo, Marchese di Posa               | Don Carlo                              | Verdi            |
| Friedrich                               | Das Liebesverbot                       | Wagner           |
| Wolfram von Eschenbach                  | Tannhäuser                             | Wagner           |
| Sixtus Beckmesser Un guardiano notturno | Die Meistersinger von Nürnberg         | Wagner           |
| Ottokar                                 | Der Freischütz                         | Weber            |
| Sherasmin                               | Oberon                                 | Weber            |

## Premi e onorificenze
Fra i numerosi importanti riconoscimenti internazionali, ricordiamo che fu nominato Bayerischer Kammersänger (1962), "Cantante dell'anno" 1982 e quello stesso anno entrò a far parte dell'Accademia di Belle Arti di Monaco.
Premio Franco Abbiati della critica musicale italiana nel 1986 per l'interpretazione di Beckmesser al Maggio Musicale Fiorentino e per 6 Liederabende alla Scala.
Premio "Meistersinger" al Metropolitan (1992).
Membro onorario degli Amici della musica di Vienna (1993) - onore molto raramente riservato a cantanti.

## Curiosità
Nell'immediato dopoguerra, canta e suona la fisarmonica in un piccolo complesso di musica leggera, il "Rhytmiktrio", con un vasto repertorio di canzoni prevalentemente americane.
Fra i numerosi ospiti delle sue trasmissioni TV "Schaut' her, ich bin's" (incipit tedesco del Prologo di Pagliacci), Plácido Domingo esordisce alla TV tedesca.
A Krailling, la cittadina nei pressi di Monaco dove Hermann Prey viveva dal 1963 e di cui era cittadino onorario, la famiglia gli ha dedicato una statua di bronzo, opera di Johanna Körner che rappresenta Papageno, il suo personaggio più caro, nel Papageno-Platz. Era cittadino onorario anche di Bad Urach, l'antica cittadina del Baden-Württemberg, sede del "suo" festival, dove nel 2000 gli è stata intitolata una piazza.

## CD parziale
- Bach, Mass in B Minor, BWV 232 - Agnes Giebel/Dame Janet Baker/Franz Crass/Hermann Prey/New Philharmonia Orchestra/Nicolai Gedda/Otto Klemperer, 1968 EMI Great Recordings of the Century
- Beethoven, Sinf. n. 9 - Abbado/Benackova/Lipovsek/Prey, 1987 Deutsche Grammophon
- Flotow, Martha - Anneliese Rothenberger/Bayerisches Staatsorchester/Chor der Bayerischen Staatsoper München/Brigitte Fassbaender/Nicolai Gedda/Robert Heger/Hermann Prey, 1969 EMI
- Haydn, Creazione (Live, Salisburgo, 1965) - Karajan/Janowitz/Wunderl./Prey, 2004 Deutsche Grammophon
- Lehar, Die lustige Witwe - Heinz Wallberg/Edda Moser/Helen Donath/Hermann Prey/Siegfried Jerusalem, 1980 EMI
- Lortzing, Der Wildschütz - Chor und Symphonieorchester des Bayerischen Rundfunks/Hermann Prey/Robert Heger, 1964 EMI
- Lotzing, Der Waffenschmied - Hermann Prey/Lotte Schädle, 1990 EMI
- Mahler, Orchestral Songs - Bernard Haitink/Dame Janet Baker/Hermann Prey/James King (tenore)/Jessye Norman/John Shirley-Quirk/Royal Concertgebouw Orchestra, 1996 Philips
- Mozart, Così fan tutte - Böhm/Janowitz/Fassbaender/Prey, 1975 Deutsche Grammophon
- Mozart, Flauto magico - Solti/Deutekom/Prey/Burrows, 1969 Decca
- Mozart, Nozze di Figaro - Böhm/Prey/Mathis/Janowitz, 1968 Deutsche Grammophon
- Mozart: Le Nozze Di Figaro - José van Dam/Teresa Berganza/Hermann Prey/Mirella Freni/Daniela Mazzuccato/Stefania Malagu/Mirto Picchi/Paolo Montarsolo/Maria Borgato/Leonardo Monreale/Franco Ricciardi/Orchestra e Coro del Teatro alla Scala/Claudio Abbado, Opera d'Oro
- Pfitzner, Palestrina - Bernd Weikl/Brigitte Fassbaender/Chor des Bayerischen Rundfunks/Der Tölzer Knabenchor/Dietrich Fischer-Dieskau/Helen Donath/Hermann Prey/Karl Ridderbusch/Nicolai Gedda/Rafael Kubelík/Symphonieorchester des Bayerischen Rundfunks, 1989 Deutsche Grammophon
- Rossini, Barbiere di Siviglia - Abbado/Alva/Dara/Berganza/Prey, Deutsche Grammophon
- Schultze: Schwarzer Peter - Anneliese Rothenberger/FFB-Orchester/Gerhard Unger/Heinz Hoppe/Hermann Prey/Norbert Schultze/RIAS Kammerchor/Schöneberger Sängerknaben/Toni Blankenheim, 1964 Warner
- Schumann: "Dichterliebe", Op. 48 & "Liederkreis", Op. 24 - Hermann Prey/Leonard Hokanson, Denon
- Strauss, J., Pipistrello - Kleiber/Varady/Prey, 1975 Deutsche Grammophon
- Strauss, R., Ariadne Auf Naxos - Levine/Tomowa-Sintow/Battle/Baltsa/Prey/Wiener Philharmoniker, Deutsche Grammophon - Grammy Award for Best Opera Recording 1988
- Prey, Christmas songs - Cornelius/Wolf, 1971 Deutsche Grammophon
- Icon: Hermann Prey - 2006 EMI

## DVD
2001 - Gioachino Rossini: Il barbiere di Siviglia (DGG, reg. 1972; con Teresa Berganza, Luigi Alva, Enzo Dara, direttore Claudio Abbado, regia di Jean-Pierre Ponnelle)
2002 - Carl Orff: Carmina Burana (RCA, reg. 1975; con Lucia Popp, regia di Jean-Pierre Ponnelle)
2003 - Johann Strauss (figlio): Die Fledermaus (Warner Music; Londra, Royal Opera House Covent Garden, 1984, con Kiri Te Kanawa, direttore Placido Domingo)
2005 - Wolfgang Amadeus Mozart: Le nozze di Figaro (DGG, reg. 1972; con Mirella Freni, Dietrich Fischer-Dieskau e Kiri Te Kanawa, direttore Karl Böhm, regia di Jean-Pierre Ponnelle)
2005 - Gioachino Rossini: Der Barbier von Sevilla (DGG, in tedesco, B/N, Monaco, Teatro Cuvilliers, 1959, con Fritz Wunderlich, Hans Hotter, Erika Köth, direttore Joseph Keilberth)
2005 - Gustav Mahler: Symphonie Nr. 8 (Deutsche Grammophon, reg. 1975; con Edda Moser, Agnes Baltsa, José van Dam e Wiener Philharmoniker, direttore·Leonard Bernstein)
2006 - Engelbert Humperdinck: Hänsel und Gretel (DGG, reg. 1981, con Edita Gruberová, Brigitte Fassbaender, Helga Dernesch e Sena Jurinac, direttore Sir Georg Solti, regia di August Everding)
2006 - Richard Wagner: Die Meistersinger von Nürnberg (DGG, Festival di Bayreuth 1984, con Siegfried Jerusalem e Bernd Weikl, direttore Horst Stein, regia di Wolfgang Wagner)
2006 - Johann Sebastian Bach: Messa in Si minore (DGG, reg. 1969 con Gundula Janowitz, Herta Töpper, Horst Laubenthal, direttore Karl Richter)

## Opere
- H. Prey - R. Abraham, Premierenfieber, Monaco, 1981